# AIM-120 AMRAAM
AIM-120 AMRAAM (англ. Advanced Medium-Range Air-to-Air Missile) — американська всепогодна керована ракета класу «повітря — повітря» середньої дальності. Ракети цього класу призначені для ураження повітряних цілей за межами прямої видимості цілі (англ. Beyond Visual Range (BVR)). У ПС США отримала прізвисько Slammer (укр. Хлопавка).
Розроблялася фірмою Hughes Aircraft з 1981 року й була прийнята на озброєння ПС США в 1991 році. Крім США, перебуває на озброєнні ПС Великої Британії, Німеччини та низки інших країн-членів НАТО. Є основним озброєнням винищувачів F-15C, F-15E, F-16, F/A-18C/D, F/A-18E/F, F-22.
Виробництвом ракет займалися фірми Hughes Aircraft і Raytheon. Після поглинання фірми Hughes, єдиним виробником ракет є фірма Raytheon.

## Історія розробки

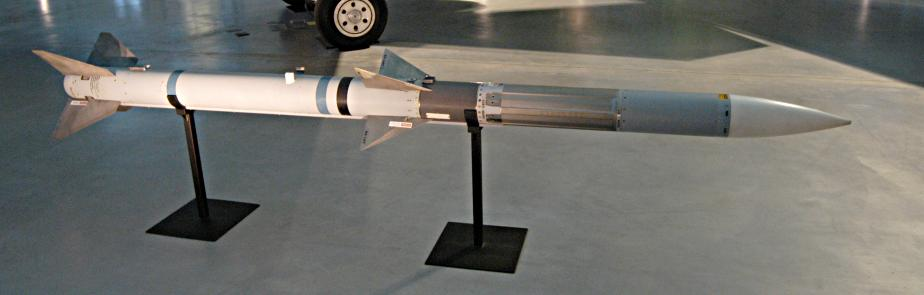
AIM-120

Історія розробки AMRAAM почалася в середині 1970-х років, коли військові кола США дійшли висновку про необхідність розробки нової ракети середньої дальності з активною радіолокаційною ГСН на зміну ракетам AIM-7 Sparrow з напівактивною радіолокаційною ГСН. Основою цих висновків послужили як дослідження, так і практика бойового застосування ракет «повітря — повітря». У 1974—1978 роках були проведені спільні програми з дослідження тактики повітряного бою — ACEVAL (англ. Air Combat Evaluation) і вироблення вимог до ракет класу «повітря — повітря» — AIMVAL (англ. Air Intercept Missile Evaluation), які показали, що винищувач у процесі наведення на ціль ракет із напівактивним наведенням дуже вразливий. На авіабазі Нелліс були проведені повітряні бої між представниками «синіх» — винищувачами F-14 і F-15 озброєних AIM-7 та AIM-9, і представниками «червоних» — винищувачами F-5E, озброєних лише AIM-9. Повітряні бої показали, що необхідність підсвічування бортовою РЛС цілі після пуску ракет AIM-7 винищувачами «синіх» дає можливість застосування «червоними» своїх ракет і призводить до взаємного знищення противників. Одним із висновків стало ухвалення рішення про необхідність розробки ракети з активною ГСН за типом AIM-54, але легшої — в розмірності AIM-7.
З іншого боку, аналіз бойових дій показав зміну тактики повітряних боїв і необхідність використання ракет, що діють за принципом «вистрілив і забув», оскільки ракети з напівактивним наведенням мають малу ефективність і не забезпечують вирішальної переваги в повітряному бою. Так, у ході Арабо-Ізраїльської війни 1973 року ракетами Спарроу ізраїльтяни збили тільки сім літаків, а ракетами з ІЧ ГСН — близько 200. У повітряних боях між ізраїльськими та сирійськими винищувачами над Ліваном в 1982 році ракетами Спарроу збили тільки два літаки, а ще п'ятдесят ракетами з ІЧ ГСН.
У 1978 році спільно ПС і ВМС США були сформульовані вимоги JSOR (англ. Joint Service Operational Requirement) до нових ракет. Вони включали в себе завдання створення ракети з активною ГСН, ведення бою одночасно з декількома літаками противника й сумісності з літаками як ПС, так і ВМС. У 1980 році до програми приєдналися кілька країн НАТО. Був підписаний меморандум про розробку двох програм. Країни НАТО за участю США повинні були зайнятися програмою створення ракети малої дальності ASRAAM (англ. Advanced Short Range Air to Air Missile). США, за участю країн НАТО, займалися програмою створення ракети середньої дальності AMRAAM (англ. Advanced Medium-Range Air-to-Air Missile).
У грудні 1976 року до розробки концепції нової ракети приступили фірми Ford Aerospace, General Dynamics, Hughes, Raytheon і Motorola/Northrop. У лютому 1979 року після закінчення концептуальної фази (англ. conceptual phase) опрацювання серед п'яти претендентів для продовження робіт було відібрано дві фірми — Hughes Aircraft Co. і Raytheon Co. Протягом 33 місяців фірми займалися опрацюванням технічного боку ракет і створенням льотних тестових прототипів. У грудні 1981 року фірмами Hughes і Raytheon були продемонстровані прототипи. Фірма Hughes запропонувала ракету нормальної аеродинамічної схеми, що зовні нагадувала ракету Спарроу. Фірмою Raytheon була запропонована більш революційне компонування — зі зменшеними аеродинамічними поверхнями і несівним корпусом. Фірма Hughes Aircraft була оголошена переможцем конкурсу і з нею був укладений 50-місячний контракт вартістю 421 мільйон доларів на подальшу розробку ракети [8]. Розробка нової ракети йшла під індексом YAIM-120A.
Початковими планами передбачалося розгортання ракет в 1987 році, а габарити і вартість нової ракети мали бути менше, ніж у ракет Спарроу. У 1982 році другим виробником ракет була обрана фірма Raytheon, з часткою 40 % в загальній кількості вироблених ракет. Планувалося виробити близько 24 000 ракет, а вартість програми оцінювалася в 10 мільярдів доларів. Однак реалізація даних планів зіткнулася з труднощами. Якщо витримати вимогу за габаритами вдалося, то зі строками та вартістю розробки виникли проблеми. Станом на 1984 рік затримка в строках розробки склала вже два роки, а вартість ракети на 120 % перевищила спочатку заплановану — розрахункова ціна ракети зросла з 182 тисяч доларів до 438.
Програма розробки зіткнулася і з політичними труднощами. У зв'язку з невдачами і затримками при розробці компонентів ракет ASRAAM з програми її розробки вийшла Німеччина, а потім й інші країни. США вирішили продовжувати розвиток ракет сімейства Сайдвіндер. У кінцевому підсумку програма була продовжена Великою Британією практично самостійно. Зміна планів по створенню ракет малої дальності привела і до перегляду планів по участі європейських країн у розробці AMRAAM. Німеччина і Велика Британія вирішили зайнятися розробкою ракети MBDA Meteor, а Франція — самостійною розробкою ракети MICA.
У лютому 1984 року відбувся перший випробувальний пуск AIM-120A з борту винищувача F-16. Але запуск повноцінної ракети з перехопленням реальної цілі відбувся тільки через три роки у вересні 1987 року. Перші постачання початкової партії ракет (англ. Low-Rate Initial Production) були здійснені ПС в жовтні 1988 року. У вересні 1991 року було оголошено про досягнення ракетами оперативної готовності (англ. Initial Operational Capability - IOC). Про досягнення оперативної готовності ракетами, поставленими ВМФ, було оголошено у вересні 1993 року.

## Конструкція

Схема ракет AIM-120A

Ракета AIM-120 виконана за нормальною аеродинамічною схемою з «Х» подібним розташуванням консолей крила і керма. Корпус ракети поділений на три відсіки: головний, бойової частини і хвостовий. Корпус покритий спеціальною фарбою сірого кольору, що витримує значний кінетичний нагрів.
У головному відсіку розташований блок системи керування і наведення WGU (англ. Weapons Guidance Unit), що включає в себе обтічник, активну радіолокаційну голівку самонаведення (ГСН), блок керування, інерціальний блок, неконтактний детонатор TDD (англ. Target Detection Device). На AIM-120A використовується блок наведення модифікації WGU-16/B.
Всі пристрої, крім радіопідривача, розташовані всередині конструкції, що складається з обтічника, титанової оболонки і кормового алюмінієвого шпангоута. Радіопідривач, інерціальний блок, блок керування і ГСН приєднуються до кормового шпангоуту єдиним модулем. Радіопрозорий обтічник має довжину 530 мм, діаметр біля основи — 178 мм і виготовляється з кераміки армованої скловолокном. Активна радіолокаційна головка самонаведення працює в єдиному з РЛС носія частотному X діапазоні (довжина хвилі 3 см). У ГСН застосований генератор зондуючого сигналу з використанням лампи біжної хвилі з вихідною потужністю 500 Вт. Дальність захоплення цілі з ЕПР = 3 м² становить близько 16-18 км.
За ГСН розташований блок керування, що включає в себе автопілот з високопродуктивною мікро-ЕОМ на базі процесора з тактовою частотою 30 МГц і має пам'ять ємністю 56 000 16-розрядних слів. ЕОМ є спільною для командної та радіолокаційної систем — за допомогою неї відбувається керування сервоприводами антени ГСН, обробка сигналів радіолокаційної апаратури, забезпечуються всі функції управління і командного зв'язку. Використання ЕОМ дозволило здійснювати розрахунок параметрів взаємного руху цілі і ракети і виконувати розрахунок оптимальної траєкторії наведення і виведення ракети на ціль під ракурсом, необхідним для отримання найбільшого вражаючого ефекту бойової частини. Модифікація AIM-120A не може бути перепрограмована і для зміни програмного забезпечення вимагає зміни апаратури. Пізніші модифікації отримали програмне забезпечення на перепрограмованому постійному запам'ятовуючому пристрої (англ. Electronic Erasable Programmable Read Only Memory), що дозволило перепрограмовувати ракету перед вильотом.
У задній частині блоку управління знаходиться безкарданна інерціальна платформа, в якій застосовані мініатюрні швидкісні гіроскопи. Вага платформи становить менше 1.4 кг.
Відсік бойової частини (англ. Weapons Detonation Unit) інтегрований в корпус ракети. AIM-120A оснащується осколковою бойовою частиною (з готовими осколками) спрямованої дії WDU-33/B масою 23 кг, що складається власне з бойової частини, запобіжного виконавчого механізму FZU-49/B і контактного детонатора Mk 44 Mod 1. У передній частині відсіку знаходиться роз'єм для з'єднання з головною частиною.
Відсік двигуна WPU-6/B (англ. Weapons Propulsion Unit) складається з корпусу ракети, твердопаливного ракетного двигуна (РДТП), соплового блоку і пристроїв для підвісу під літак AFD (англ. Arm/Fire Device). Дворежимний РДТП розробки фірм Hercules/Aerojet оснащений малодимним полібутадіеновим паливом вагою 45 кг. Корпус РДТП суміщений з корпусом ракети. Разом з двигуном виготовляється вогнева труба, навколо якої розташовується відсік керування. Сопловий блок виконаний знімним, для забезпечення знімання/установки відсіку керування. На корпусі відсіку двигуна розташовані роз'єми для установки знімних консолей крила.

## Носії

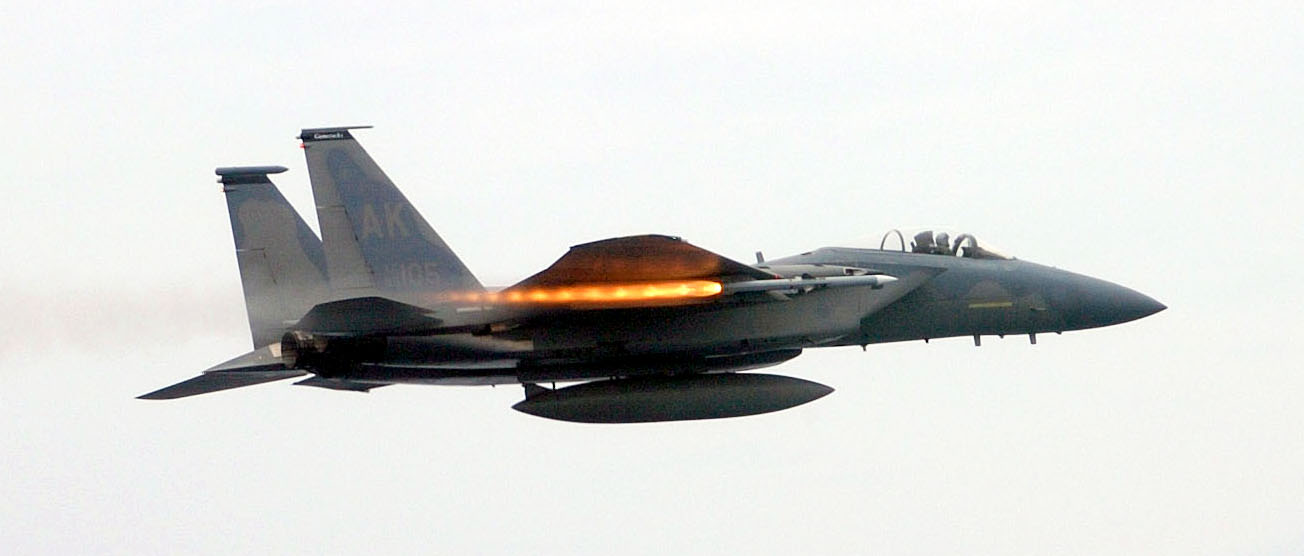
Пуск AIM-120 з винищувача F-15

Ракети AMRAAM є основною зброєю класу «повітря — повітря» всіх типів сучасних винищувачів американських збройних сил — «Harrier-II», F-15, F-16, F/A-18, F-22. Нею буде оснащений і перспективний винищувач F-35. Ракети сімейства AIM-120 також стоять на озброєнні винищувачів країн НАТО та інших союзників США — F-4F, «Tornado», «Harrier», JAS-39 «Grippen», «Eurofighter Typhoon». Ними озброювалися і вже зняті з озброєння винищувачі F-14D і JAS-37 «Viggen».
Ракети можуть стартувати з рейкових пускових пристроїв LAU-127A (винищувачі F/A-18C/D), LAU-128A (F-15) і LAU-129A (F-16). З цих же напрямних можливий пуск ракет AIM-9 Sidewinder.

## Тактика застосування
У загальному випадку траєкторія польоту ракети може складатися з трьох відрізків: командно-інерційного, автономного інерційного і активного радіолокаційного. Схема наведення принципово подібна для пусків із будь-якого виду носіїв. На винищувачі F/A-18 ціль шукає бортова РЛС AN/APG-65. Вона здатна виділяти і одночасно супроводжувати до десяти найважливіших цілей. На бортовому індикаторі зображено вісім з них. Пілот вибирає ціль та запускає ракету. Режим активного самонаведення використовується в ближньому повітряному бою при візуальній видимості цілі.
У разі пуску за межі візуальної видимості цілі, бортовою апаратурою носія здійснюється розрахунок траєкторії цілі та обчислення точки зустрічі ракети з цілі. Перед пуском інерційно-навігаційній системі ракети з борту носія передаються координати цілі. Після пуску ракети в бортовій апаратурі літака-носія фіксуються дані траєкторії цілі. Якщо ціль не маневрує, то передача з носія команд корекції не відбувається. Наведення AIM-120 на початковій ділянці здійснюється тільки за допомогою власної ІНС, а потім починає працювати активна ГСН. Як уже зазначалося, виявлення цілі з ЕПР = 3 м² відбувається на дальностях порядку 16-18 км.
Якщо ціль маневрує, бортовою апаратурою проводиться розрахунок її траєкторії і на ракету передаються скориговані координати цілі. Коригувальні команди передаються через бічні пелюстки діаграми напрямленості антени РЛС літака-носія з періодичністю її сканування. Ці команди ракета приймає за допомогою бортового приймача лінії зв'язку. За допомогою бортової апаратури носія можливо наведення одночасно до восьми ракет, запущених по різних цілях. Бортова апаратура відстежує для кожної ракети час, що залишився до захоплення цілі активною ГСН. Це дозволяє своєчасно вимикати передавання команд корекції. З ракети на носій може надходити телеметрична інформація про режими роботи систем ракети, включно з сигналом про захоплення цілі головкою самонаведення.
У разі постановки ціллю звад, апаратура ракети на середньому і кінцевому відрізках може перемикатися в режим наведення на джерело завад. Відповідний режим наведення вибирається за концепцією «пустив і забув», згідно з якою льотчик повинен якомога раніше вийти з-під можливої атаки противника, перевівши ракету в режим інерційно-активного наведення.

## Модифікації

### AIM-120A
Базова модифікація ракети. Постачання цієї модифікації почалися в 1988 році, а у вересні 1991 року ракети досягли оперативної готовності (англ. Initial Operational Capability-IOC).

### AIM-120B
AIM-120B, перші постачання якої почалися в 1994 році, отримала новий блок наведення (англ. guidance section) WGU-41/B. Він мав перепрограмовувані модулі EPROM, новий цифровий процесор і ряд інших нових елементів. Ракета отримала можливість перепрограмування безпосередньо в транспортному контейнері. Навчальні модифікації отримали позначення CATM-120B (англ. captive-carry missiles) і JAIM-120B (англ. test and evaluation missiles).

### AIM-120C
В результаті виконання першого етапу програми комплексної модернізації (англ. P3I Phase 1 - Pre-Planned Product Improvement, Phase 1) була створена модифікація AIM-120С. Основною відмінністю від попередніх модифікацій стало зменшення розмаху крила і оперення до 447 мм. Це було зроблено для забезпечення можливості розміщення ракет AIM-120 на внутрішній підвісці винищувача F-22 Raptor. Було знижено аеродинамічний опір, але дещо погіршилися маневрові характеристики. Ракета отримала вдосконалену систему інерціального наведення WGU-44/B. За аналогією з AIM-120A/B навчальні варіанти ракет отримали позначення CATM-120C і JAIM-120C.

### AIM-120C-4
Першою модифікацією створеної в рамках другого етапу модернізації P3I Phase 2 стала AIM-120C-4. Розміщення її у військах розпочато в 1999 році. Ракета отримала нову бойову частину WDU-41/B меншої маси (18 кг замість 23.5 кг на ранніх модифікаціях).

### AIM-120C-5
Наступною модифікацією по другому етапу стала AIM-120C-5. Вона являє собою AIM-120C-4 з коротшою модифікованої секцією керування WCU-28/B з електронікою менших габаритів. Також були використані компактніші приводи рульових поверхонь. Це дозволило збільшити довжину паливного заряду на 127 мм і підвищити дальність до 105 км. Нова секція двигуна отримала позначення WPU-16/B. Також на ракетах було застосовано нове програмне забезпечення, що підвищує роздільну здатність РЛ ГСН і була підвищена перешкодозахищеність. Модифікація AIM-120C-5 була призначена на експорт, її постачання почалися в липні 2000 року.

### AIM-120C-6
Для внутрішнього виробництва випускалася модифікація AIM-120C-6, що є аналогом AIM-120C-5. Відмінністю було застосування радіопідривача нової конструкції (англ. TDD-Target Detection Device).

### AIM-120C-7
Результатом третього етапу модернізації (P3I Phase 3) стала ракета AIM-120C-7. Розробки почалися в 1998 році і проводилися з метою збільшення захисту від перешкод і виявлення їхнього джерела, удосконалення ГСН. Застосування компактнішої електроніки дозволило зменшити довжину приладового відсіку, а звільнений простір використати для додаткового палива. Це дозволило збільшити дальність стрільби. Замовником ракети були також ВМФ США, що розглядають їх як заміну знятих 2004 році з озброєння ракет великої дальності AIM-54 Phoenix. Льотні випробування з пусками по реальних цілях проводилися в серпні-вересні 2003 року. Розробка була закінчена в 2004 році, а постачання розпочато в 2006 році. У 2011 Австралією були замовлені 110 ракет за ціною $ 202 млн.

### AIM-120D
У рамках четвертого етапу модернізації (P3I Phase 4) триває розробка ракети AIM-120D (раніше мала позначення AIM-120C-8). Ракета оснащується двосторонньою системою зв'язку і вдосконаленою ІНС з корекцією GPS. Це спільний проєкт ПС і ВМФ США. Ракета повинна мати на 50 % більшу дальність в порівнянні з AIM-120C-7 — до 180 км. Перший запуск з борту F-22A був здійснений в квітні 2006 року. Прийняття на озброєння планувалося в 2008 році, але станом на березень 2010 року про закінчення випробувань не повідомлялося. Навчальна версія ракети (англ. inert captive-carry training version) матиме позначення CATM-120D.
Станом на 2015 рік моделі -120A та -120B наближалися до завершення терміну служби, тоді як варіант -120D досяг початкової бойової готовності у 2015 році.
Очікувалося, що AMRAAM буде замінена ПС, ВМС і Корпусом морської піхоти США після 2020 року новою ракетою Joint Dual Role Air Dominance Missile (Next Generation Missile), однак цей проєкт було скасовано в бюджетному плані 2013 року.
У 2017 році було розпочато дослідні роботи над ракетою-замінником під назвою Long-Range Engagement Weapon.
У липні 2022 року Raytheon оголосила, що AIM-120D-3 стала варіантом з найдовшою дальністю, яка перебуває на випробуваннях, а також була представлена авіаційна версія ракети AMRAAM-ER, яка базується на системі NASAMS, під назвою AMRAAM-AXE (Air-launched Extended Envelope).
Розробка AIM-120D-3 і AMRAAM-AXE, ймовірно, зумовлена підвищеними характеристиками PL-15.
Моделі AIM-120D-3 і AIM-120C-8 (для міжнародних клієнтів) були створені в рамках програми Form, Fit, Function Refresh (F3R). Вони мають 15 оновлених мікросхем у секції наведення та можливість постійного оновлення програмного забезпечення в майбутньому.
Станом на квітень 2023 року, всі AMRAAM, які перебувають у виробництві — це або AIM-120D-3, або AIM-120C-8 з функціональністю F3R.

### NCADE
NCADE (англ. Network Centric Airborne Defense Element) — програма розробки протиракети повітряного базування з використанням компонентів ракети AMRAAM. Призначена для перехоплення балістичних ракет малої і середньої дальності на активному і висхідній ділянці траєкторії як в межах, так і поза атмосферою за рахунок прямого кінетичного попадання (технологія «hit to kill»). Ракета буде двоступеневою і матиме габарити AMRAAM (довжина 3.66 метра і діаметр 178 міліметрів). Перший ступінь ракети являє собою блок двигуна ракети AMRAAM. Замість головної частини ракети AMRAAM встановлена спеціально розроблений другий ступінь. Другий ступінь створюється фірмою Aerojet і складається з РДТТ, блоку управління, тепловізійної ДБН від ракети AIM-9X Sidewinder і головного обтічника, що скидається. Двигун має час роботи 25 секунд і здатний створити тягу 550 ньютонів. Комбінована установка двигуна має чотири хвостових сопла і чотири сопла поперечного управління, що дозволяє створювати тягу як у поздовжньому, так і поперечному напрямках.
Планується, що за рахунок двигуна першого ступеня ракета буде запущена вгору під досить крутим кутом в розрахункову точку. Після відділення другого ступеня буде здійснено скидання головного обтічника, захоплення цілі ГСН і кінетичне перехоплення балістичної ракети на старті. Використання двигуна поперечного управління дозволить здійснювати перехоплення в розріджених шарах атмосфери і забезпечити пряме попадання бойової ступені в ціль.
Оскільки нова ракета використовує систему керування та пускові установки ракет AMRAAM, вона буде сумісна з усіма її носіями, використовувати існуючі засоби зберігання і транспортування. Відносно мала маса ракети дозволить застосовувати її з борту безпілотних літальних апаратів. За рахунок використання в конструкції великої кількості вже створених компонентів і відпрацьованих технологій, очікуються зниження технічних ризиків та фінансових витрат.
Ракета розроблялася в ініціативному порядку фірмою Рейтеон. 3 грудня 2007 з борту F-16 був здійснений тестовий запуск двох модифікованих ракет AIM-9X Sidewinder. Випробування повинні були показати здатність модифікованої ГСН відстежувати і супроводжувати балістичну ціль. Було здійснене успішне перехоплення балістичної цілі, хоча до завдання випробувань воно не входило. У 2008 році фірма Рейтеон уклала дворічний контракт вартістю 10 мільйонів доларів на подальшу розробку ракети. Незважаючи на істотні скорочення військових витрат на 2010 фінансовий рік, на програму NCADE запитане 3,5 мільйона доларів. За заявами фірми Рейтеон чотирирічна програма розробки, виробництва та розгортання першої партії з 20 ракет обійдуться американському платнику податків у 400 мільйонів доларів.

## ЗРК на базі AMRAAM

### NASAMS
Ракета AIM-120 використовується в норвезько-американському зенітно-ракетному комплексі NASAMS (англ. Norwegian Advanced Surface-to-Air Missile System). Він розроблявся спільно Raytheon і норвезькою Norsk Forsvarteknologia (зараз Kongsberg Defence Systems) з 1989 по 1993 роки. У батареї комплексу використовується машина управління, РЛС і три пускові установки з шістьма напрямними. Загальна вартість розробки та розгортання до 1999 року шести батарей оцінювалася в 250 мільйонів доларів.
Комплекс розроблявся для використання ракет AIM-120A, тому іноді для його ракет можна зустріти позначення MIM-120A, хоча офіційно такого позначення не існує. Постачання комплексу ПС Норвегії почалися в 1994 році, а в 1995 році перший комплекс заступив на бойове чергування. Повідомлялося про постачання одного комплексу в США і чотирьох до Іспанії в 2003 році.
В серпні 2005 року фірма Kongsberg уклала з норвезьким ПС контракт на розробку модифікованого комплексу — NASAMS II, що надійшов у війська в липні 2007 року. Комплекс отримав нову систему тактичного зв'язку, інтегровану з системою зв'язку НАТО. У грудні 2006 року армія Данії уклала контракт на постачання шести батарей ЗРК NASAMS II з початком постачань в 2009 році.

### CLAWS
У 1995 році Армія США розглядала можливість використання ракет AMRAAM з модифікованих стаціонарних пускових установок ЗРК Hawk і мобільних пускових установок з шасі HMMWV (Project 559 — програма HUMRAAM — «Hummer-AMRAAM»). Розробки за програмою HUMRAAM лягли в основу комплексу CLAWS (англ. Complimentary Low-Altitude Weapon System) замовленого Корпусом морської піхоти США. У квітні 2001 року фірма Raytheon уклала контракт на розробку комплексу. Незважаючи на проведення у 2003—2005 роках успішних випробувань ЗРК стрільбою по різних цілях, у серпні 2006 року програма була зупинена замовником у зв'язку з необхідністю економії коштів.

### SL-AMRAAM/SL-AMRAAM-ER
Армія США планує створити ЗРК середньої дальності під назвою SL-AMRAAM (Surface-Launched AMRAAM). Як і комплекс CLAWS, є розвитком програми HUMRAAM і використовує самохідну пускову установку на базі всюдихода HMMWV. Цим ЗРК планується замінити частину комплексів Евенджер з ракетою FIM-92 Stinger. Перші постачання комплексу плануються в 2012 році.
У червні 2007 року фірма Рейтеон анонсувала дві програми з удосконалення комплексу SL-AMRAAM. Планується створити універсальну пускову установку для ракет AMRAAM і ракет AIM-9X Sidewinder з дальністю 10 км. Ракети запускаються з однієї і тієї самої рейкової напрямної. На виставці в Ле-Бурже в 2007 році демонструвалася пускова установка з шістьма напрямними і встановленими на ній чотирма ракетами AIM-120 і двома ракетами AIM-9X.
Також для заміни комплексу ЗРК Hawk планується розробити в рамках програми SL-AMRAAM-ER ракету великої дальності. Ракета повинна мати дальність 40 км. Макет нової ракети також був показаний на авіасалоні Ле-Бурже в 2007 році. За заявою Дж. Гарретта, віцепрезидента фірми Рейтеон, нова ракета створюється на базі ракети ESSM з використанням її блоку двигуна і бойової частини, а ГСН і система управління взяті від ракети AMRAAM. Перші випробування нової ракети SL-AMRAAM-ER були проведені в Норвегії в 2008 році.

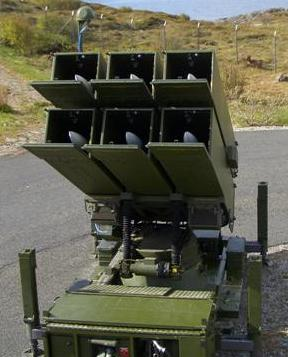
AIM-120 AMRAAM в ЗРК NASAMS
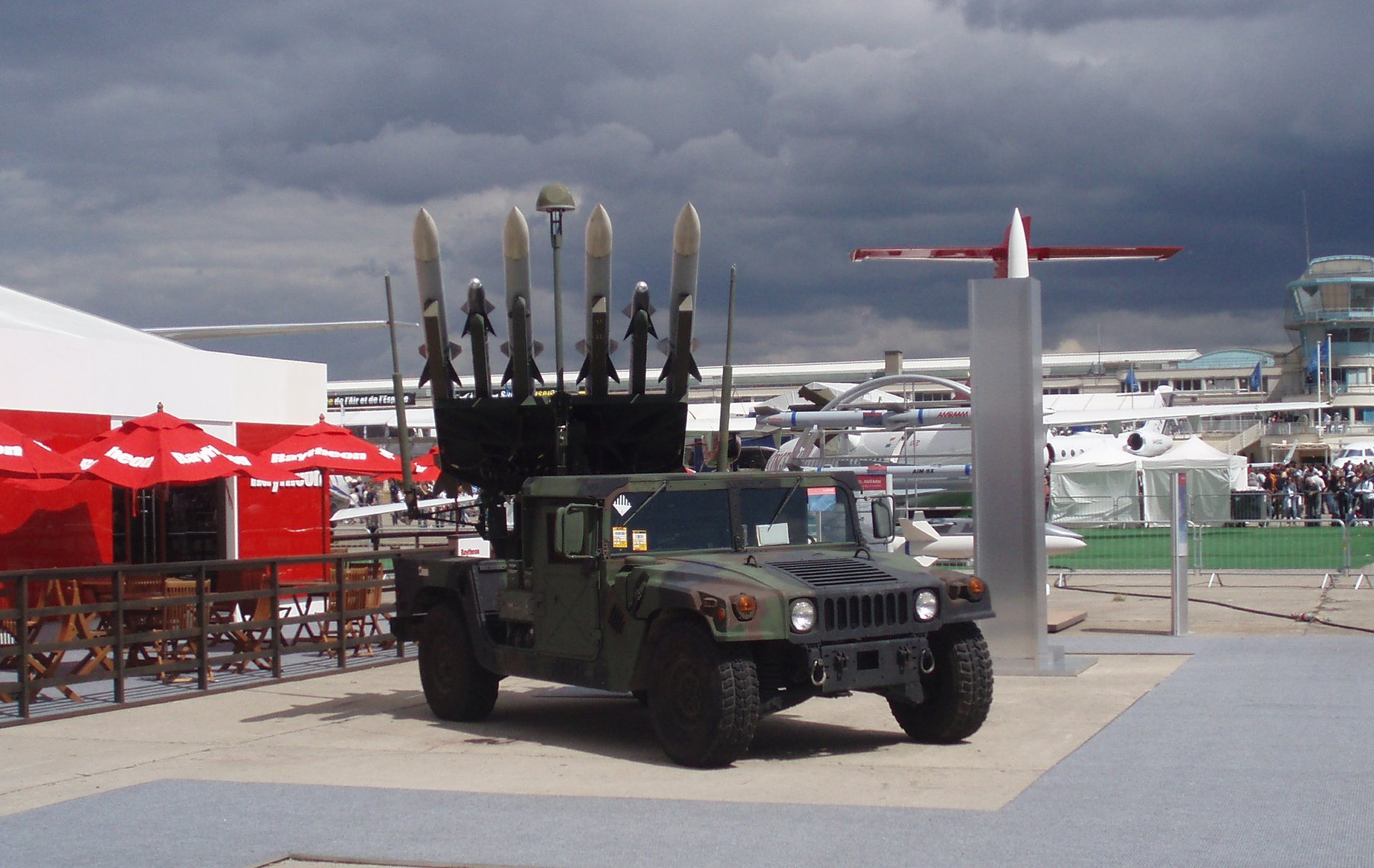
Пускова установка SL-AMRAAM в Ле-Бурже 2007 з ракетами AIM-120 і AIM-9X.
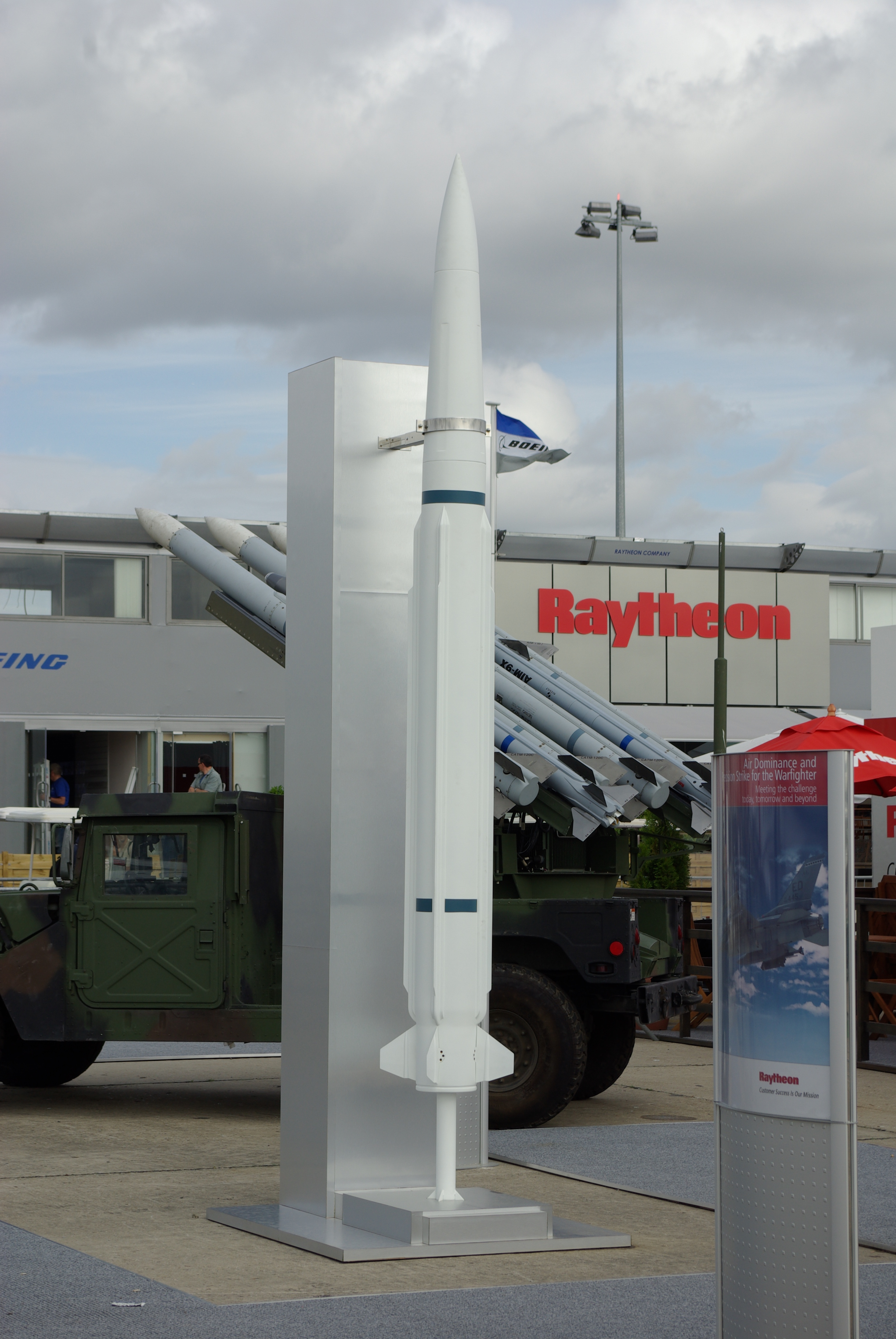
Макет ракети SL-AMRAAM-ER на Ле-Бурже 2007.

## Тактико-технічні характеристики
| Модифікація                         | AIM-120A                   | AIM-120B                   | AIM-120C                   | AIM-120C-4                 | AIM-120C-5                 | AIM-120C-6                 | AIM-120C-7                 | AIM-120D                                 |
| ----------------------------------- | -------------------------- | -------------------------- | -------------------------- | -------------------------- | -------------------------- | -------------------------- | -------------------------- | ---------------------------------------- |
|                                     |                            |                            | P3I Phase 1                | P3I Phase 2                | P3I Phase 2                | P3I Phase 2                | P3I Phase 3                | P3I Phase 4                              |
| Рік початку поставок                | 1991                       | 1994                       | 1996                       | 1999                       | 2000                       | 2000                       | 2004                       | 2007                                     |
| Максимальна дальність пуску, км     | 50—70                      | 50—70                      | 50—70                      | 50—70                      | 105                        | 105                        | 120                        | 180                                      |
| Мінімальна дальність пуску          | 2 км                       | ?                          | ?                          | ?                          | ?                          | ?                          | ?                          | ?                                        |
| Довжина ракети                      | 3,66 м                     | 3,66 м                     | 3,66 м                     | 3,66 м                     | 3,66 м                     | 3,66 м                     | 3,66 м                     | 3,66 м                                   |
| Діаметр корпусу ракети              | 178 мм                     | 178 мм                     | 178 мм                     | 178 мм                     | 178 мм                     | 178 мм                     | 178 мм                     | 178 мм                                   |
| Розмах крила                        | 533 мм                     | 533 мм                     | 447 мм                     | 447 мм                     | 447 мм                     | 447 мм                     | 445 мм                     |                                          |
| Розмах рулів                        | 635 мм                     | 635 мм                     | 447 мм                     | 447 мм                     | 447 мм                     | 447 мм                     | 447 мм                     |                                          |
| Стартова вага, кг                   | 157                        |                            |                            |                            |                            |                            | 161,5                      |                                          |
| Максимальна швидкість польоту       | 4М                         | 4М                         | 4М                         | 4М                         | 4М                         | 4М                         | 4М                         | 4М                                       |
| БЧ                                  | ОФ 23 кг                   | ОФ 23 кг                   | ОФ 23 кг                   | ОФ 18 кг                   | ОФ 18 кг                   | ОФ 18 кг                   | ОФ 20,5 кг                 |                                          |
| Система наведення                   | ІНС + радіоканал + АРЛ ГСН | ІНС + радіоканал + АРЛ ГСН | ІНС + радіоканал + АРЛ ГСН | ІНС + радіоканал + АРЛ ГСН | ІНС + радіоканал + АРЛ ГСН | ІНС + радіоканал + АРЛ ГСН | ІНС + радіоканал + АРЛ ГСН | ІНС + GPS + двосторонній канал + АРЛ ГСН |
| Відсік БЧ (Weapons Detonation Unit) | WDU-33/B                   | WDU-33/B                   | WDU-33/B                   | WDU-41/B                   | WDU-41/B                   | WDU-41/B                   | ??                         |                                          |
| Навігаційний відсік (Guidance Unit) | WGU-16/B                   | WGU-41/B                   | WGU-44/B                   |                            |                            |                            | ??                         | ??                                       |
| Відсік рушія (Propulsion Section)   | WPU-6/B                    | WPU-6/B                    | WPU-6/B                    | WPU-6/B                    | WPU-16/B                   | WPU-16/B                   | ??                         | ??                                       |
| Блок управління (Control Section)   | WCU-11/B                   |                            |                            |                            | WCU-28/B                   |                            | ??                         | ??                                       |

## Виробництво
Програма закупівель США
| Фінансовий рік (контракт) | кількість, штук | кількість, штук | сума, млн. $ | сума, млн. $ | коментар |
| Фінансовий рік (контракт) | AirForce        | Navy            | AirForce     | Navy         | коментар |
| ------------------------- | --------------- | --------------- | ------------ | ------------ | --- |
| 1987 (Lot 1)              | 180             | 0               | 593          | 0            | |
| 1988 (Lot 2)              | 400             | 0               | 712          | 0            | |
| 1989 (Lot 3)              | 874             | 26              | 795          | 35           | |
| 1990 (Lot 4)              | 815             | 85              | 686          | 102          | |
| 1991 (Lot 5)              | 510             | 300             | 535          | 286          | |
| 1992 (Lot 6)              | 630             | 191             | 532          | 192          | |
| 1993 (Lot 7)              | 1000            | 165             | 606          | 102          | |
| 1994 (Lot 8)              | 1007            | 75              | 487          | 58           | План |
| 1995 (Lot 9)              | 413             | 106             | 310          | 8            | План |
| 1996 (Lot 10)             | ?               | ?               |              |              | згідно з Component Breakout of the Advanced Medium Range Air-To-Air Missiles [Архівовано 17 липня 2011 у Wayback Machine.] по 1996 фінансовий рік включно МО США отримало 7342 ракети, витративши 6,6 мільярда доларів (вартість розробки і виробництва). |
| 1997 (Lot 11)             | 133             | 100             | 110,6        | 50,3         | Ціна однієї ракети згідно з Lot 11 — 340 тисяч доларів. |
| 1998 (Lot 12)             | 173             | 120             | 101,9        | 54,1         | Lot 12 включає в себе виробництво 813 ракет (з них 520 на експорт) на суму 243 мільйони доларів (ціна однієї ракети 299 000 доларів). |
| 1999 (Lot 13)             | 180             | 100             | 89,7         | 50,5         | |
| 2000 (Lot 14)             | 187             | 100             | 89,7         | 46,1         | План |
| 2001 (Lot 15)             | 170             | 63              | 95,7         | 37,6         | |
| 2002 (Lot 16)             | 190             | 55              | 100,2        | 36,5         | |
| 2003 (Lot 17)             | 158             | 76              | 84,9         | 50,5         | |
| 2004 (Lot 18)             | 159             | 42              | 98,4         | 36,9         | |
| 2005 (Lot 19)             | 159             | 37              | 106,9        | 28,9         | |
| 2006 (Lot 20)             | 8               | 48              | 103,1        | 73,8         | |
| 2007 (Lot 21)             | 87              | 128             | 115,4        | 88,3         | План |
| 2008 (Lot 22)             | 133             | 52              | 190,8        | 8            | |
| 2009 (Lot 23)             | 133             | 57              | 203,8        | 93           | План |
| 2010 (Lot 24)             | 196             | 79              | 291,8        | 145,5        | План |

Станом на 31 грудня 2009 року планується виробництво 17 840 ракет, а загальна вартість програми (розробки та виробництва) оцінюється в $ 21 283 300 000.

## Експлуатація та бойове застосування
Середній час напрацювання на відмову для ракет AIM-120 становить 1500 годин.
Зафіксовані такі випадки бойового застосування ракет AIM-120:
- 27 грудня 1992. Ірак. AIM-120A, запущеною з F-16, збитий іракський МіГ-25[45].
- 17 січня 1993. Ірак. AIM-120A, запущеною з F-16, збитий іракський МіГ-23[45].
- 18 січня 1993. Ірак. AIM-120A, запущеною з F-15, збитий іракський МіГ-25[45].
- 28 лютого 1994. AIM-120A, запущеною з F-16, збитий G-4 Super Galeb боснійських сербів[45].
- 24 березня 1999. Косово. AIM-120B, запущеною з голландського (RNeAF) F-16, збитий сербський МіГ-29[47]
- 24 березня 1999. Косово. AIM-120C, запущеною з американського F-15, збитий МіГ-29[47]
- 24 березня 1999. Косово. AIM-120C, запущеною з американського F-15, збитий МіГ-29[47]
- 26 березня 1999. Косово. AIM-120C, запущеною з американського F-15, збитий МіГ-29[47]
- 26 березня 1999. Косово. AIM-120C, запущеною з американського F-15, збитий МіГ-29[47]
- 4 травня 1999. Косово. AIM-120A, запущеною з американського F-16, збитий МіГ-29[47]
- 24 листопада 2015. Сирія. AIM-120C-5, запущеною з турецького F-16, збитий Су-24 ПКС РФ
- 18 червня 2017. Сирія. AIM-120C-7, запущеною з американського F/A-18, збитий сирійський Су-22[48]

У Північному Іраку 14 квітня 1994 ракетою AMRAAM, запущеної з американського F-15C 53-винищувальної ескадрильї (англ. 53-rd Fighter Squadron), помилково був збитий один з двох американських вертольотів UH-60 «Блек Хок».
Під час військових навчань в Естонії 7 серпня 2018 року іспанський літак Eurofighter EF2000 випадково здійснив запуск ракети AIM-120 AMRAAM. Станом на кінець серпня рештки ракети так і не були знайдені.

## Оператори

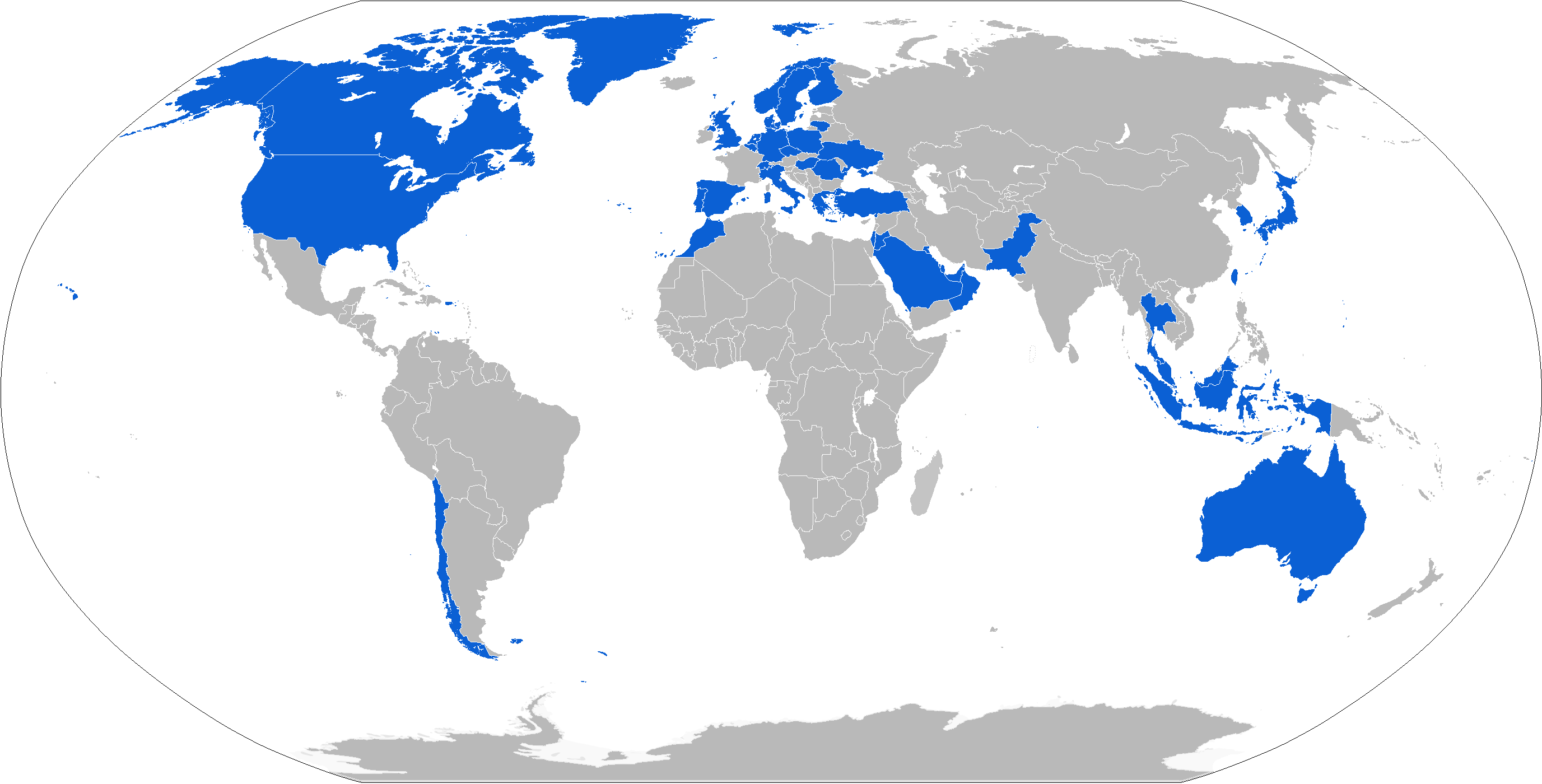
Країни-оператори ракет AIM-120

За даними компанії-виробника Rayteon, ракети AMRAAM знаходяться на озброєнні 33 країн світу. Поставки ракет здійснюються тільки союзникам США і, в основному, призначені для озброєння літаків американської розробки — F-4, F-15 і F-16.
| Австралія - Королівські повітряні сили Австралії - F/A-18 Hornet - F/A-18E/F Super Hornet Бахрейн - Королівські повітряні сили Бахрейну - F-16 Fighting Falcon Бельгія - Повітряна складова Збройних сил Бельгії - F-16 Fighting Falcon Велика Британія - Королівські повітряні сили Великої Британії - Eurofighter Typhoon Греція - Повітряні сили Греції - F-4 Phantom II - F-16 Fighting Falcon Данія - Королівські повітряні сили Данії - F-16 Fighting Falcon Ізраїль - Повітряні сили Ізраїлю - F-15C/D Eagle - F-15I - F-16I Fighting Falcon (Sufa) Іспанія - Повітряно-космічні сили Іспанії - F/A-18 Hornet - Eurofighter Typhoon - Сухопутні війська Іспанії - NASAMS - Військово-морські сили Іспанії - AV-8 Harrier II Італія - Повітряні сили Італії - Eurofighter Typhoon - F-16 Fighting Falcon - Військово-морські сили Італії - AV-8 Harrier II Йорданія - Королівські повітряні сили Йорданії - F-16 Fighting Falcon Канада - Королівські повітряні сили Канади - CF-18 Hornet Кувейт - Повітряні сили Кувейту - F/A-18C/D Hornet |  | Малайзія - Королівські повітряні сили Малайзії - F/A-18D Hornet Марокко - Повітряні сили Марокко - F-16 Fighting Falcon Нідерланди - Королівські повітряні сили Нідерландів - F-16 Fighting Falcon - NASAMS Німеччина - Повітряні сили Німеччини - F-4 Phantom II - Eurofighter Typhoon Норвегія - Королівські повітряні сили Норвегії - F-16 Fighting Falcon - NASAMS ОАЕ - Повітряні сили ОАЕ - F-16E/F Block 60 Оман - Королівські повітряні сили Оману - F-16 Fighting Falcon Пакистан - Повітряні сили Пакистану - F-16 Fighting Falcon Південна Корея - Повітряні сили Республіки Корея - F-15K Slam Eagle - F-16 Fighting Falcon Польща - Повітряні сили Польщі - F-16C/D Block 52+ Fighting Falcon Португалія - Повітряні сили Португалії - F-16 Fighting Falcon Республіка Китай (Тайвань) - Повітряні сили Китайської Республіки - F-16 Fighting Falcon Саудівська Аравія - Повітряні сили Саудівської Аравії - Tornado ADV - F-15С/D Eagle - F-15S Strike Eagle |  | Сінгапур - Повітряні сили Сингапуру - F-15SG Strike Eagle - F-16 Fighting Falcon США - Повітряні сили США - F-15 Eagle - F-16 Fighting Falcon - F-22 Raptor - F-35A Lightning II - Військово-морські сили США - F/A-18 Hornet - F/A-18E/F Super Hornet - EA-18G Growler - F-35C Lightning II - Корпус морської піхоти США - AV-8 Harrier II - F/A-18C/D Hornet - F-35B Lightning II Таїланд - Королівські повітряні сили Таїланду - JAS 39 Gripen - F-16 Block 15 ADF/MLU Fighting Falcon Туреччина - Повітряні сили Туреччини - F-4 Phantom II - F-16 Fighting Falcon Угорщина - Повітряні сили Угорщини - JAS 39 Gripen Фінляндія - Повітряні сили Фінляндії - F/A-18C/D Hornet Чехія - Повітряні сили Чехії - JAS 39 Gripen Чилі - Повітряні сили Чилі - F-16 Fighting Falcon - SL-AMRAAM (замовлення) Швейцарія - Повітряні сили Швейцарії - F/A-18C/D Hornet Швеція - Повітряні сили Швеції - JAS 39 Gripen Японія - Повітряні Сили Самооборони Японії - Mitsubishi F-15J/DJ Україна - Повітряні сили Збройних Сил України - ЗРК NASAMS - F-16 Fighting Falcon |

## Оцінка проєкту
Ракета AMRAAM прийшла на зміну ракетам AIM-7 і AIM-54. У порівнянні з ракетою AIM-7 оснащеною напів-активною голівкою самонаведення (ГСН), ракета AIM-120 з активною радіолокаційною ГСН є ракетою, що діє за принципом «вистрілив і забув» і дозволяє здійснювати одним винищувачем стрільбу ракетами одночасно по декількох цілях. У порівнянні з ракетою AIM-54, AMRAAM помітно легша, що дозволило озброїти нею не тільки важкі винищувачі типу F-14, але і легші літаки. Менша вага в порівнянні з попередниками дозволиа збільшити кількість ракет на одному винищувачі і оснастити AIM-120 всі американські винищувачі.
Фахівці по різному оцінюють можливості ракет AMRAAM. Деякі фахівці відзначають, що повітряний бій на малих дістаніціях не втратив своєї значимості. Існують складності виявлення супротивника, що використовує літаки побудовані з використанням технологій малопомітності і застосовують спеціальну тактику зближення. За результатами проведеного американськими фахівцями аналізу, 50 відсотків повітряних боїв що починаються з великих і середніх дистанцій закінчуються ближніми маневреними боями. Під питанням залишається і ефективність застосування ракет в умовах радіоелектронної протидії. Необхідність використання бортової РЛС демаскує винищувач і більш бажаним є використання ракет з інфрачервоними ГСН, що використовують пасивні методи наведення. Разом з тим дослідження проведені фахівцями СРСР показали, що відсутність ракет, подібних AIM-120 AMRAAM, призводить до 5-7-кратного програшу по ефективності авіаційного комплексу. До того ж, доктрина США припускає домінування в повітрі і широке використання літаків дальнього радіолокаційного виявлення та управління (ДРЛВ). У цих умовах виявлення противника відбувається на дальніх дистанціях, а винищувач може не демаскувати себе включенням РЛС, отримуючи цілевказівка від літака ДРЛВ.
Ракета AMRAAM першою в класі ракет «повітря — повітря» середньої дальності була оснащена активної радіолокаційною ГСН. Ракети середньої дальності з подібними тактико-технічними характеристиками та оснащені активною радіолокаційною ГСН і інерційним наведенням на початковому етапі польоту створені в ряді країн. У 1994 році на озброєння ВПС Росії прийнята ракета Р-77. У Китаї на основі Р-77 розроблена ракета PL-12. Трохи осторонь в цьому ряду стоїть французька ракета MICA. При дещо меншій дальності, вона має набагато меншу масу і є ракетою, що поєднує в собі характеристики ракет середньої та малої дальності. До того ж, ця ракета може оснащуватися ІЧ ГСН, що забезпечує більш гнучке її застосування. Багато країн[які?] приділяють багато сил створенню ракет великої дальності (понад 100 км). Країни Євросоюзу (Велика Британія, Франція, Німеччина, Італія, Іспанія, Швеція) розробили власну ракету «Метеор», відмінною особливістю якої є використання прямоточного повітряно-реактивного двигуна.
В цілому ракети AMRAAM показали себе досить надійним та ефективним видом зброї. Ракета може застосовуватися по широкій номенклатурі цілей включаючи безпілотні літальні апарати і крилаті ракети, що підтверджено великою кількістю випробувань.
Порівняння з іншими ракетами класу «повітря — повітря»
| Ракета      | Зображення | Рік  | Дальність, км | Швидкість, число М | Довжина, м | Діаметр, м | Розмах крила, м | Розмах рулів, м | Маса, кг | Маса БЧ, кг | Тип БЧ     | Тип рушія | Тип наведення  |
| ----------- | ---------- | ---- | ------------- | ------------------ | ---------- | ---------- | --------------- | --------------- | -------- | ----------- | ---------- | --------- | -------------- |
| AIM-7F      |            | 1975 | 70            | 4М                 | 3,66       | 0,203      | 1,02            | 0,81            | 231      | 39          | ОФ         | РДТП      | ПАР ГСН        |
| AIM-54C     |            | 1986 | 184           | 5М                 | 4,01       | 0,38       | 0,925           | 0,925           | 462      | 60          | ОФ         | РДТП      | ІНС+РК+АРЛ ГСН |
| AIM-120A    |            | 1991 | 50—70         | 4М                 | 3,66       | 0,178      | 0,533           | 0,635           | 157      | 23          | ОФ         | РДТП      | ІНС+РК+АРЛ ГСН |
| AIM-120C-7  |            | 2006 | 120           | 4М                 | 3,66       | 0,178      | 0,445           | 0,447           | 161,5    | 20,5        | ОФ         | РДТП      | ІНС+РК+АРЛ ГСН |
| MICA-IR     |            | 1998 | 50            | 4М                 | 3,1        | 0,16       |                 | 0,56            | 110      | 12          | ОФ         | РДТП      | ІНС+РК+ТП ГСН  |
| MICA-ER     |            | 1999 | 50            | 4М                 | 3,1        | 0,16       |                 | 0,56            | 110      | 12          | ОФ         | РДТП      | ІНС+РК+АРЛ ГСН |
| Р-77        |            | 1994 | 100           | 4М                 | 3,5        | 0,2        | 0,4             | 0,7             | 175      | 22          | стриженева | РДТП      | ІНС+РК+АРЛ ГСН |
| PL-12       |            | 2007 | 100           | 4М                 | 3,93       | 0,2        | 0,67            | 0,752           | 199      |             | ОФ         | РДТП      | ІНС+РК+АРЛ ГСН |
| MBDA Meteor |            | 2013 | >100          | 4М                 | 3,65       | 0,178      |                 |                 | 185      |             | ОФ         | ППРД      | ІНС+РК+АРЛ ГСН |